# 진용식 (목회자)
진용식(1956년 1월 11일 ~)은 대한민국의 종교인이다.
안산 상록교회(합동) 담임목사이다.
현재 한국 기독교이단상담소협회에서 대표회장을 맡고 있으며 안산 상록교회에서 이단상담소를 운영중이다. 
저서로는 이만희 실상 교리의 허구, 여호와의 증인의 정체와 상담 등이 있다.
2021년 현재 기독교 개열 타 교파 신도 중 약 2천명 이상을 상담을 통해 개종 하였다.
하지만 개종에 있어서 진행되는 상담으로 인하여 신흥 종교(이단)와 논쟁중이다.
또한 진용식 자신의 이단성 논란 정통교리 목회자에 대한 무차별 이단몰이 및 뒷돈 문제 의혹 등으로 정통교계에서 비판을 받고있기도 하다.

## 약력
- 대한예수교장로회 안산상록교회 담임목사
- 현 한국기독교이단상담소협회장
- 예수장로교 합동측 이단대책위원회 위원

- 월간 현대종교 편집위원
- 제7일안식일예수재림교(안식교) 28년간 활동 후 개종